# Японский миф о сотворении мира
Основные статьи: Куниуми и Камиёнанаё
Японский миф о сотворении мира (яп. 天地開闢 Создание неба и земли) — в японской мифологии, миф о сотворении мира. Он описывает легендарное рождение небесного и земного мира, рождение первых богов и рождение Японского архипелага.

Генеалогия первых японских богов по Кодзики.

Этот миф описан в «Кодзики» (712 г.) и в «Нихон сёки» (720 г.). Оба произведения составляют литературную основу японской мифологии и синтоизма. Тем не менее, описание мифа отличается в некоторых аспектах в этих двух произведениях, причём наиболее приемлемой для японцев версией мифа является версия из Кодзики.

## Миф
В начале вселенная была погружена в нечто вроде густой и бесформенной материи (хаос), погружённой в тишину. Позже появились звуки, указывающие на движение частиц. При этом движении свет и самые лёгкие частицы поднялись, но частицы не были такими же быстрыми, как свет, и не могли подняться выше. Таким образом, свет стал находиться наверху Вселенной, а под ним частицы образовывали сначала облака, а затем небо, называемые Такамагахара (яп. 高天原 Равнина высоких небес). Остальные не поднявшиеся частицы образовали огромную массу, плотную и тёмную, которую можно назвать Землёй.

### Котоамацуками
Когда Такамагахара была сформирована, появились первые три бога японской мифологии:
- Амэноминакануси-но ками (яп. 天之御中主神) — Бог-правитель священного центра небес.
- Такамимусуби-но ками (яп. 高御産巣日神) — Бог высокого священного творения.
- Камимусуби-но ками (яп. 神産巣日神) — Бог божественного творения.

Чуть позже появились ещё два бога:
- Умасиасикаби-хикодзи-но ками (яп. 宇摩志阿斯訶備比古遅神) — Бог-юноша прекрасных побегов тростника.
- Амэнотокотати-но ками (яп. 天之常立神) — Бог навечно утвердившийся в небесах.

Эти пять богов, известных как Котоамацуками, появились спонтанно, не имели определённого пола, не имели партнёра («хиторигами») и «не дали себя увидеть». (Букв.: «Сокрыв свой облик». По толкованию Такэда Юкити «Растворившись, скрылись между небом и землёй»). В Нихон сёки рассказ об этих пяти богах опущен.

### Камиёнанаё
Затем появились ещё два бога:
- Кунинотокотати-но Ками (яп. 国之常立神)
- Тоё-кумоно-но ками (яп. 豊雲野神)

Эти боги также возникли спонтанно, не имели определённого пола, не имели партнёра и «не дали себя увидеть».
Затем родилось пять пар богов (всего десять божеств), каждая пара состояла из божества мужского и женского пола:
- Ухидзини-но ками (яп. 宇比地邇神) и его младшая сестра (и жена) Сухидзини-но ками (яп. 須比智邇神)
- Цунугухи-но ками (яп. 角杙神) и его младшая сестра (и жена) Икугухи-но ками (яп. 活杙神)
- Оотонодзи-но ками (яп. 意富斗能地神) и его младшая сестра (и жена) Оотонобэ-но ками (яп. 大斗乃弁神)
- Омодару-но ками (яп. 於母陀流神) и его младшая сестра (и жена) Аякасиконэ-но ками (яп. 阿夜訶志古泥神)
- Идзанаги-но ками (яп. 伊邪那岐神) и его младшая сестра (и жена) Идзанами-но ками (яп. 伊邪那美神)

Все божества от Кунинотокотати-но Ками до Идзанами-но ками все вместе называются Камиёнанаё (яп. 神世七代 Семь поколений эпохи богов).
После создания неба и земли и появления этих изначальных богов, последняя пара богов Идзанаги-но ками и Идзанами-но ками создала Японский архипелаг (Куниуми) и породила других божеств (Камиуми).